# Le Conseiller d'État (film)
Pour les articles homonymes, voir Conseiller d'État.
Pour plus de détails, voir Fiche technique et Distribution.
Le Conseiller d'État (en russe : Статский советник, Statski sovetnik) est un film russe réalisé par Filipp Iankovski en 2005. Il est adapté du roman historique de Boris Akounine, mettant en scène l'agent de police secrète de l'Empire russe Eraste Pétrovitch Fandorine (1999).

## Synopsis
C'est la fin du XIXe siècle, l'Empire russe. Le ministre, adjudant-général Ivan Khrapov se rend de Saint-Pétersbourg à Moscou par le train. Lors de l’arrêt à la gare de la ville de Kline, un homme monte dans le train et se présente aux gardes de Khrapov comme Éraste Fandorine, chargé de la sécurité de Khrapov. On le laisse entrer dans le compartiment. Bientôt, le ministre est retrouvé mort, poignardé. Les initiales sur le manche du poignard, laissé exprès sur le lieu du crime, indiquent qu'il appartient à un certain Green, se trouvant en tête d'une organisation terroriste redoutée. 
L'agent de police secrète et conseiller Éraste Fandorine ne sera pas accusé, car après vérification, on se rend compte que le meurtrier ne lui ressemblait que vaguement. Cet incident, par contre, risque de faire perdre sa place à Vladimir Dolgoroutski, le gouverneur de Moscou, qui se tourne alors vers Fandorine, célèbre par son raisonnement déductif, pour attraper le vrai coupable.

## Fiche technique
- Titre : Le Conseiller d'État
- Titre original : Статский советник, Statski sovetnik
- Réalisation : Filipp Iankovski
- Scénario : Boris Akounine
- Directeur artistique : Vladimir Aronine (ru)
- Maquillage : Ludmila Diakova
- Producteur : Leonid Verechtchaguine (ru)
- Producteur associé : Nikita Mikhalkov
- Photographie : Vladislav Opeliants (ru)
- Montage : Enzo Meniconi, Iaroslav Motchalov
- Musique : Henry Lolachvili
- Son : Konstantin Zarine
- Société(s) de production : Trité
- Pays d'origine : Russie
- Langue originale : russe
- Format : Couleur – 35 mm
- Genre : Espionnage et historique
- Durée : 191 minutes
- Sortie : 2005

## Distribution
- Oleg Menchikov : Eraste Pétrovitch Fandorine
- Nikita Mikhalkov : général Gleb Pojarski
- Constantin Khabenski : Grigori Greenberg dit Green, terroriste
- Vladimir Machkov : Tikhon Bogoïavlenski dit Kozyre, terroriste
- Emilia Spivak (ru) : Litvinova
- Mikhaïl Efremov : Evstrati Mylnikov
- Oksana Fandera (ru) : Olga Dobrinskaïa, terroriste surnommée Igla
- Yuri Kolokolnikov : Smolianinov
- Alexeï Gorbounov : Nikolaï Seleznev, terroriste surnommé Rakhmet
- Fiodor Bondartchouk : Piotr Bourtchinski
- Oleg Tabakov : Vladimir Dolgoroutski, gouverneur de Moscou
- Maria Mironova : Julie Renard
- Alexandre Strijenov : Siméon Alexandrovitch
- Pavel Belozerov : agent Larionov
- Andreï Lebedev (kk) : médecin
- Filipp Yankovsky : hussard ivre
- Rostislav Yankovsky (ru) : Ministre adjudant-général Ivan Khrapov
- Olga Yourassova : révolutionnaire
- Ekaterina Voulitchenko (ru) : femme de chambre
- Vladimir Krasnov (ru) : Frol Vedichtchev, valet de Dolgoroutski
- Vladimir Zaïtsev (ru) : Von Seydlitz, chef des gardes
- Igor Yassoulovitch : Aronson, chimiste

## Récompense
- 2005 : Festival du cinéma russe à Honfleur : prix du meilleur rôle masculin (pour Filipp Yankovsky)